# Jen (peuple)
Pour les articles homonymes, voir Jen.
Les Jen sont une population d'Afrique de l'Ouest vivant au nord-est du Nigeria. Comme leurs voisins Wurkun, Bikwin et Kwa, ils vivent dans la haute vallée de la Bénoué, à proximité des monts Muri.

## Ethnonymie
Selon les sources et le contexte, on observe d'autres formes : Janjo, Jenjos, Jens, Dzas, Gwomos, Karenjos.

## Langue
Ils parlent une langue adamawa-oubanguienne.

## Culture

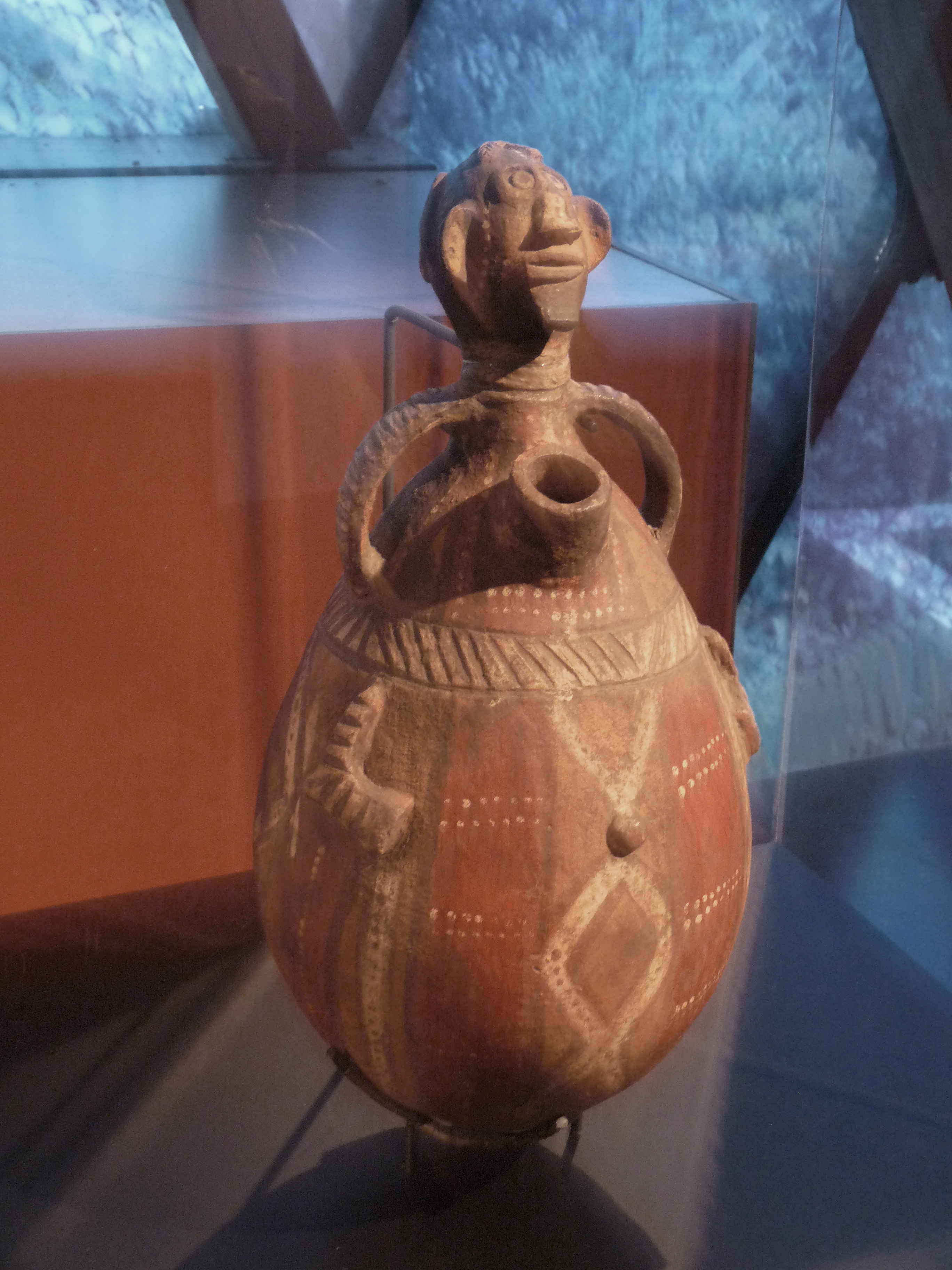
Récipient de protection kuchan
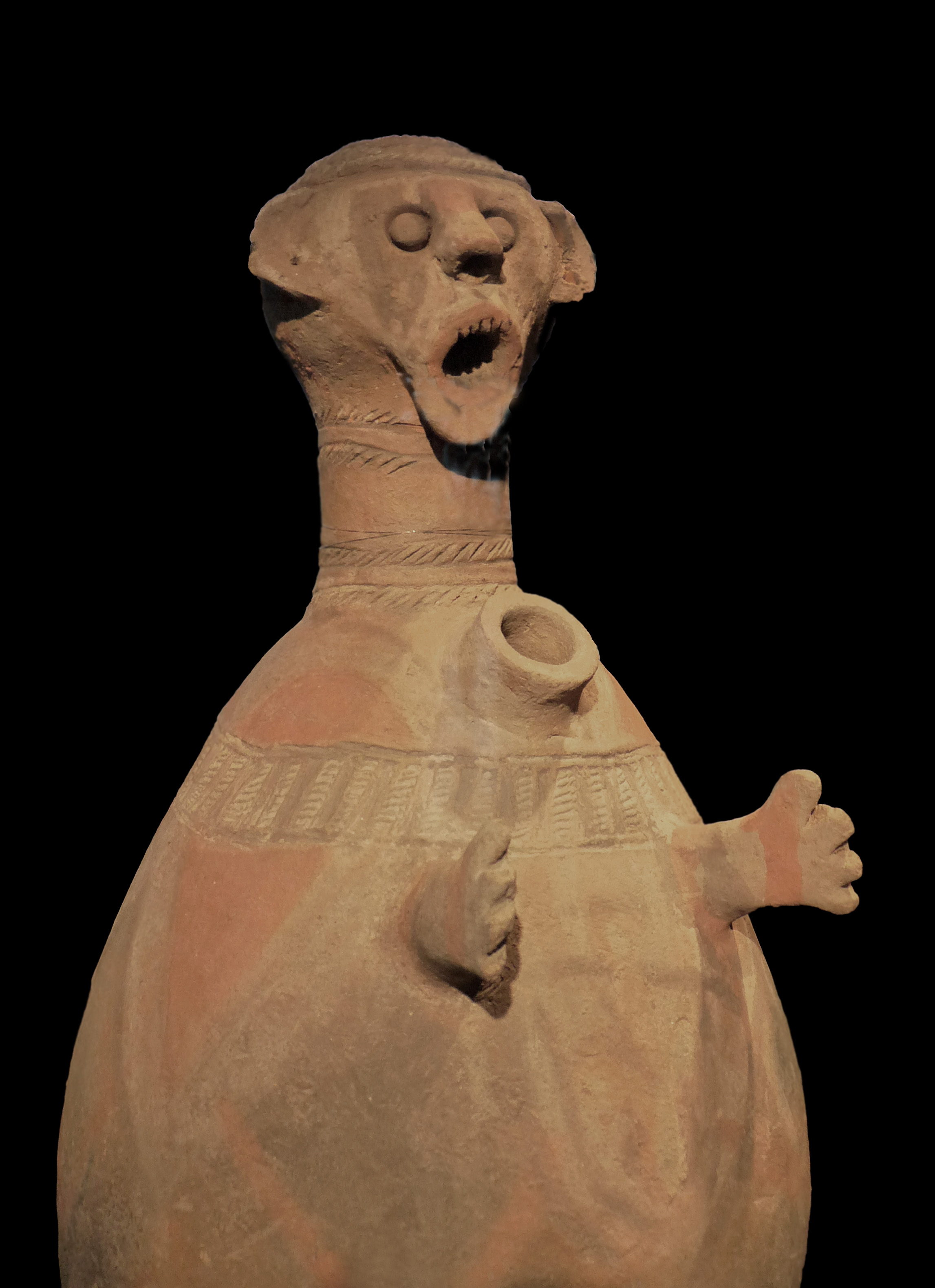
Récipient de protection kuchan
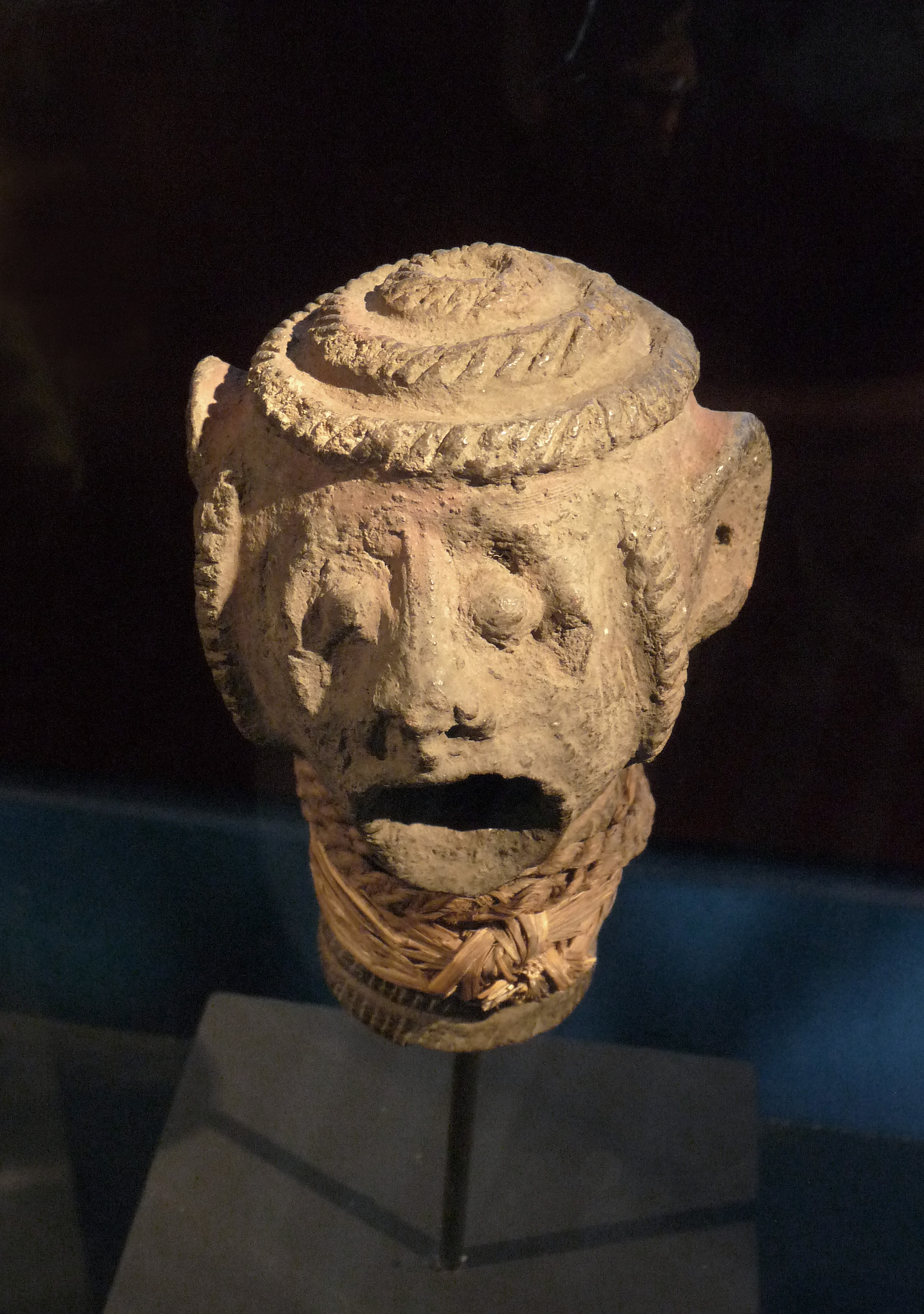
Fragment de tête d'un récipient